# (3248) Farinella
(3248) Farinella (1982 FK; 1933 UN1; 1950 TK4; 1955 NC; 1956 VM; 1976 GF1) ist ein ungefähr 37 Kilometer großer Asteroid des äußeren Hauptgürtels, der am 21. März 1982 vom US-amerikanischen Astronomen Edward L. G. Bowell am Lowell-Observatorium, Anderson Mesa Station (Anderson Mesa) in der Nähe von Flagstaff, Arizona (IAU-Code 688) entdeckt wurde.

## Benennung
(3248) Farinella wurde nach dem italienischen Planetologen Paolo Farinella (1953–2000) benannt, der an der Universität Pisa tätig war. Seine Forschungen beschäftigten sich mit dem Ursprung unseres Sonnensystems und die Dynamik von Satelliten und Ringsystemen umfasste. Farinellas Arbeit an Asteroiden befasste sich sowohl aus theoretischer als auch aus experimenteller Sicht mit der Kollisionsentwicklung des Asteroidengürtels und der Bildung von Asteroidenfamilien. Nach ihm ist der Farinella-Preis benannt. Die Benennung wurde vom Planetologen Alan W. Harris vorgeschlagen; den Widmungstext schrieben Angioletta Coradini und Vincenzo Zappalà.